# 樂勢力
《樂勢力》（英語：Music Power），是香港電視廣播有限公司的一個音樂節目，於2015年4月25日至2021年4月3日播出。本節目主要歌手LIVE為主。本節目在逢星期六（星期五深夜）02:50-03:45播出。
2021年3月，因無綫電視重新改革音樂節目，該節目播至4月3日結束。

## 主持
- 伍富橋、謝芯兒、林秀怡